# Арденкрофт
Арденкрофт (англ. Ardencroft) — город в округе Нью-Касл в штате Делавэр США. По данным переписи 2020 года, численность населения составляла 226 человек.

## Население
| 2010 | 2020 |
| ---- | ---- |
| 231  | ↘226 |